# 北関東・磐越地域
北関東・磐越地域（きたかんとうばんえつちいき）とは、茨城県、栃木県、群馬県、福島県、新潟県の各県で構成される地域をさす。
北関東磐越五県知事会議や、2008年発足の国土形成計画北関東・磐越地域分科会などでこの名称が使用されている。